# Lekkoatletyka na Letnich Igrzyskach Paraolimpijskich 2004 – bieg na 100 metrów kl. T44 mężczyzn
W biegu na 100 metrów kl. T44 (zawodnicy z amputowanymi kończynami) mężczyzn podczas Letnich Igrzysk Paraolimpijskich 2004 rywalizowało ze sobą 16 zawodników.

## Wyniki

### Eliminacje
Bieg 1
| Poz. | Zawodnik        | Narodowość        | Rezultat | Uwagi |
| ---- | --------------- | ----------------- | -------- | ----- |
| 1    | Brian Frasure   | Stany Zjednoczone | 11.23    | Q     |
| 2    | Robert Mayer    | Austria           | 12.39    | Q     |
| 3    | Gilberto Alavez | Meksyk            | 12.57    | Q     |
| 4    | Kimhor Nhork    | Kanada            | 12.93    |       |
| 5    | Noor Alam       | Pakistan          | 17.08    |       |
|      | Neil Fuller     | Australia         | DNS      |       |
|      | Roderick Green  | Stany Zjednoczone | DNF      |       |

Bieg 2
| Poz. | Zawodnik        | Narodowość        | Rezultat | Uwagi |
| ---- | --------------- | ----------------- | -------- | ----- |
| 1    | Marlon Shirley  | Stany Zjednoczone | 11.20    | Q     |
| 2    | Oscar Pistorius | Południowa Afryka | 11.43    | Q     |
| 3    | Dominique Andre | Francja           | 11.71    | Q     |
| 4    | Marcus Ehm      | Niemcy            | 12.15    | q     |
| 5    | Heros Marai     | Włochy            | 12.27    | q     |
| 6    | Michael Linhart | Austria           | 12.52    |       |
| 7    | Xie Zhaoxing    | Chiny             | 12.54    |       |
|      | Don Elgin       | Australia         | DNS      |       |

### Finał
Finał A
| Poz. | Zawodnik        | Narodowość        | Rezultat | Uwagi |
| ---- | --------------- | ----------------- | -------- | ----- |
| 1    | Marlon Shirley  | Stany Zjednoczone | 11.08    | =WR   |
| 2    | Brian Frasure   | Stany Zjednoczone | 11.11    |       |
| 3    | Oscar Pistorius | Południowa Afryka | 11.16    |       |
| 4    | Dominique Andre | Francja           | 11.66    |       |
| 5    | Marcus Ehm      | Niemcy            | 11.73    |       |
| 6    | Heros Marai     | Włochy            | 12.12    |       |
| 7    | Robert Mayer    | Austria           | 12.18    |       |
| 8    | Gilberto Alavez | Meksyk            | 12.58    |       |